# Pleurospermum alpinum
Pleurospermum alpinum är en flockblommig växtart som först beskrevs av Boris Konstantinovich Schischkin, och fick sitt nu gällande namn av Minosuke Hiroe. Pleurospermum alpinum ingår i släktet piplokor, och familjen flockblommiga växter. Inga underarter finns listade i Catalogue of Life.